# Peraustrínia 2004
Peraustrínia 2004 és un llargmetratge de dibuixos animats amb guió de Joan Marimón dirigit per Àngel Garcia i Vidal i produït per Fermí Marimón el 1989. Va ser estrenat en cinemes l'abril de 1990. És el primer llargmetratge de dibuixos animats en versió original en català.

## Argument
La història es passa a l'Imperi de l'Atzar, format per unes criatures en perpètua mutació, els atzarosos, que provoquen deliberadament el caos en la societat dels humans. L'imperi que havia estat poderosíssim, viu l'any 2004 una etapa de profunda decadència a causa d'un jove científic, Tristà de Peraustrínia, que sembla controlar-ho tot. Peraustrínia és la ciutat de la ciència, on els noticiaris prediuen el futur. L'única cosa que escapa al control de Tristà és l'amor, el que li impedeix dominar la voluntat de la bella princesa Priscil·la, que l'odia. El Gran Ton, emperador dels atzarosos, vol arribar a un acord amb Tristà: si els ajuda, els atzarosos aconseguiran que la princesa se n'enamori. Tristà no vol pactar però s'adona gràcies al poder predictiu que Peraustrínia s'encamina cap a la guerra. Permet aleshores l'entrada dels atzarosos i el destí comença a canviar.

## Rodatge d'imatge real
- Josep Linuesa (Tristà)
- Blanca Pàmpols (Priscil·la)
- Ferran Casanoves (Gran Ton)
- Manel Villanova (Rei Atanasi)
- Antoni Alemany (Lumumba)
- Raul Macarini (Flippity)
- Manel Villanova sr (Boris)

## Premis i festivals[calcitació]
Obté el 1990 la qualificació d'Especial Qualitat del Ministeri de Cultura i el Premi Sant Jordi de Cinema de RNE. El Centre d'Art Torre Muntadas del Prat de Llobregat dedica una exposició a aquest film, editant un catàleg, i a l'obra cinematogràfica del seu productor Fermí Marimón els mesos de setembre i octubre del 2008. El Festival de Cinema Animat Animabasauri de Bilbao projecta Peraustrínia 2004 en la seva edició del 2009 en l'homenatge que dedica a Fermí Marimón.